# Castel Nuovo
Castel Nuovo ("Novi grad"), pogosto imenovan Maschio Angioino (italijansko za  "Anžujski stolp"), je srednjeveški grad pred trgom Piazza Municipio in mestno hišo (Palazzo San Giacomo) v središču Neaplja, Kampanija, Italija. Zaradi svoje slikovite lege in impozantne velikosti je grad, ki je bil prvič postavljen leta 1279, ena glavnih arhitekturnih znamenitosti mesta. Do leta 1815 je bil sedež neapeljskih kraljev, aragonskih in španskih kraljev.
Je sedež Neapeljskega društva za domovinsko zgodovino in neapeljskega odbora Inštituta za zgodovino italijanskega Risorgimenta. V kompleksu je tudi mestni muzej, ki vključuje Palatinsko kapelo ter muzejske poti v prvem in drugem nadstropju.

## Zgodovina

### Izvor in dinastija hiše Anžu
Za gradnjo nekdanjega jedra, ki se je danes deloma ponovno pojavilo po restavratorskih in arheoloških raziskovalnih delih, je zaslužna pobuda Karla I. Anžujskega, ki je leta 1266 premagal Hohenstaufne, se povzpel na prestol Sicilije in vzpostavil prenos prestolnice iz Palerma v mesto Neapelj.
Prisotnost zunanje monarhije je mestno načrtovanje Neaplja postavila okoli središča kraljeve oblasti, ki je predstavljalo alternativno urbano jedro, ki ga tvorita pristanišče in dva glavna gradova, ki sta ob njem, Castel Capuano in Castel dell'Ovo. To razmerje med kraljevim dvorom in urbanističnim načrtovanjem se je pokazalo že pri Frideriku II., svetem rimskem cesarju, ki je v 13. stoletju v švabskem statutu večjo pozornost namenil gradovom, ki so zanemarili mestno obzidje. Obema obstoječima gradovoma so Anžujci dodali glavni, Castel Nuovo (Chastiau neuf), ki ni bil le utrdba, ampak predvsem njihova veličastna palača.
Kraljeva rezidenca Neaplja je bila do takrat Castel Capuano, vendar je bila normanska starodavna trdnjava ocenjena kot neustrezna za funkcijo in je kralj želel zgraditi nov grad blizu morja.
Projekt je zasnoval francoski arhitekt Pierre de Chaulnes, gradnja Castrum Novum se je začela leta 1279, da bi jo končali le tri leta pozneje, v zelo kratkem času glede na tehnike gradnje obdobja in celotno velikost dela. Vendar kralj tam nikoli ni živel: po vojni sicilijanskih večernic, ki je Anžujce stala krone Sicilije, ki jo je osvojil Peter III. Aragonski in drugih dogodkih, je nova palača ostala neuporabljena do leta 1285, leto smrti Karla I.

### Neapeljsko kraljestvo vladavina Anžujcev
Novi neapeljski kralj Karel II. Anžujski se je z družino in dvorom preselil v novo rezidenco, ki jo je povečal in olepšal. V času njegove vladavine je bil Sveti sedež še posebej povezan z Anžujsko hišo, v burnem odnosu, ki ga bodo tudi v naslednjih letih zaznamovali pritiski, zavezništva in nenehni razdori. 13. decembra 1294 je bila glavna dvorana Castel Nuovo prizorišče slavne abdikacije papeža Celestina V. (puščavnik Pietro da Morrone) s papeškega prestola, ki ga je Dante Alighieri imenoval velika zavrnitev in naslednjega 24. decembra v isti dvorani je svet kardinalov izvolil Benedetta Caetanija, ki si je prevzel ime papež Bonifacij VIII. in takoj preselil svoj sedež v Rim, da bi se izognil vmešavanju družine Anžu.
Z vzponom  Roberta I. Neapeljskega na prestol leta 1309 je grad, ki ga je obnovil in razširil, postal izjemno kulturno središče, saj je zaradi njegovega pokroviteljstva in njegove strasti do umetnosti in literature Castel Nuovo gostil pomembne osebnosti kulture tistega časa, kot sta pisatelja Petrarka in Giovanni Boccaccio, ki sta bivala tukaj, medtem ko so bili najslavnejši slikarji tistega časa, ki so jih poklicali, da so poslikali njegove stene Pietro Cavallini, Montano d'Arezzo in predvsem Giotto, ki je leta 1332 poslikal Palatinsko kapelo.
Od leta 1343 je bila to rezidenca Ivane I. Neapeljske, ki je leta 1347 pobegnila v Francijo in ga zapustila napadom vojske ogrskega kralja Ludvika I. Prišel je maščevati smrt svojega brata Andreja, Ivaninega moža, ki so ga ubili zaradi zarote v palači, za katero je bila osumljena, da jo je spodbudila sama kraljica. Grad je bil izropan, ob vrnitvi pa je bila kraljica prisiljena v korenito prestrukturiranje. Med drugo Ludovikovo odpravo proti Neaplju se je grad, kjer je našla zavetje kraljica, napadom uprl. V naslednjih letih je utrdba doživela še druge napade: ob zavzetju Neaplja s strani Karla III. Neapeljskega in nato Ludvika II., ki ga je odštel od sina Karla III., Ladislava Neapeljskega. Slednji, ki je leta 1399 ponovno dobil prestol, je tam živel do svoje smrti leta 1414.
Ivana II. Neapeljska je nasledila svojega brata Ladislava in se povzpela na prestol kot zadnja iz rodbine Anžujcev. Kraljica, upodobljena kot razposajena, poželjiva, krvava ženska, bi v svoji niši gostila ljubitelje vseh vrst in družbenih okolij, ki bi jih celo zbrali njeni odposlanci med mladimi, čednimi ljudmi. Da bi zaščitila svoje dobro ime, se jih je Ivana II. brez obotavljanja znebila takoj, ko bi potešila svoje hrepenenje. Ravno v ta namen se že stoletja pripoveduje, da je imela kraljica v gradu skrivna vrata: njene ljubimce so, ko so izčrpali svojo nalogo, vrgli v vodnjak, kjer so jih požrle morske pošasti. Po legendi naj bi bil to krokodil iz Afrike v grajski ječi po prečkanju Sredozemskega morja, storilec grozljive smrti Ivaninih ljubimcev.

### Aragonska vladavina
Leta 1443 je Alfonso V. Aragonski, ki je osvojil neapeljski prestol, v gradu ustanovil dvor, ki bi lahko konkuriral florentinskemu dvoru Lorenza Medičejskega. Trdnjava je bila popolnoma obnovljena v sedanji obliki in ohranila svojo funkcijo kot središče kraljeve moči.
Kralj Alfonso V. je prestrukturiranje anžujske trdnjave-palače zaupal majorčanu arhitektu Guillemu Sagreri, ki jo je prezidal v katalonsko-majorško-gotskem slogu. Pet okroglih stolpov, od katerih so štirje vključevali prejšnjo anžujsko konstrukcijo s kvadratnim tlorisom, primernim za podporo udarcem takratnih pušk, je ponovilo obrambno vlogo gradu. Pomen palače kot središča kraljeve moči so namesto tega poudarili z obnovo glavnih vrat v obliki slavoloka, mojstrovine neapeljske renesančne arhitekture in dela Dalmatinca Francesca Laurane, skupaj s številnimi umetniki različnih izvorov. Dela so potekala od leta 1453 in se končala šele po kraljevi smrti leta 1479.

### Vladavina Ferdinanda I. Neapeljskega
V Dvorani baronov je bil epilog slavne zarote baronov, vojne proti neapeljskemu kralju Ferdinandu I., sinu Alfonsa V., mnogih plemičev, ki sta jih vodila Antonello Sanseverino, princ Salerna in Francesco Coppola, grof. iz Sarna. Leta 1486 je kralj v to sobo povabil vse zarotnike pod pretvezo poročne zabave, kar je pomenilo premagovanje sovražnosti in dokončno spravo. Baroni so prišli, toda kralj je svojim vojakom ukazal, naj zaprejo vrata, jih aretiral in mnoge od njih, vključno s Coppolo in njegovimi sinovi, kaznoval s smrtno obsodbo.

#### Zarota baronov
Zarota baronov je bilo gibanje reakcije proti politiki centralizacije države, ki jo je sprejela nova suverena rodbina Neaplja, to so bili Aragonci. Tožbe proti Ferdinandu I. Neapeljskemu so bile, da so ti začeli obnavljati naseljena območja, jih odvzeli iz lastnine baronov in jim oskrbeli premoženje aragonskega dvora. Pravzaprav je bil manever kraljeva pridobitev moči.
Notranji boj med baroni in rodbino je potekal na političen in prikrit način in je dokončno dosegel vrhunec leta 1487 v istoimenski dvorani Castel Nuovo. Ferdinand I. Neapeljski se je znašel med svojim prestolom pred baroni, ki jih je premagal v spretnosti in zvitosti po zarotah, morilcih in dvojnih igrah.

### Španska vladavina
Grad je ponovno izropal Karel VIII. Francoski med svojim pohodom leta 1494. Najprej s padcem Ferdinanda II. Neapeljskega (1496) in pozneje Friderika I. Neapeljskega (1503) je bilo Neapeljsko kraljestvo priključeno Kraljevini Španiji pod Ferdinandom II. Aragonskim, ki je ustanovil podkraljestvo Neapelj. Castel Nuovo je zaradi svojega strateško pomembnega položaja izgubil funkcijo kraljeve rezidence in postal sedež vojaške posadke. Vendar pa je gostil španske kralje, ki so prišli na obisk v Neapelj, kot je Karel V., sveti rimski cesar, ki je tam živel kratek čas leta 1535. Grad je ostal rezidenca španskega vicekralja do začetka 17. stoletja, ko ga je nadomestila nova palača (zdaj Kraljeva palača v Neaplju).
Grad je ponovno uredil princ Karel Bourbonski, bodoči Karel III. Španski, ki se je leta 1734 povzpel na prestol v Neaplju, vendar je izgubil vlogo kraljeve rezidence v korist novih kraljevih palač, ki so se začele graditi v samem Neaplju in njegovi okolici (kraljeva palača v Neaplju na trgu Piazza del Plebiscito, palača Capodimonte, palača Portici in kraljeva palača v Caserti in postala v bistvu simbol zgodovine in veličine Neaplja.

### Neapeljska republika
Zadnji pomemben dogodek sega v leto 1799, ko je bilo razglašeno rojstvo Partenopske republike (Neapeljske republike). Zadnjič ga je leta 1823 prenovil Ferdinand I. Dveh Sicilij, kasneje pa je gostil "topniški arzenal" in "pirotehnično pisarno", in bil leta 1837 ocenjen kot bolj preudaren prenos tovarne orožja Torre Annunziata.

### 20. stoletje
V 1920-ih je bila narejena široka paleta cvetličnih vrtov, ki so potekali ob Maschio Angioino: v prvih mesecih leta 1921 je grof Pietro Municchi, takratni inženir za urbano dekoracijo, predstavil mestnemu svetu predlog za izolacijo Castel Nuovo.
Končno je italijanska država pridobila celoten grad za civilne namene, dela so se začela leta 1923 in so vplivala tudi na tovarne in skladišča, zgrajene v bližini trga namesto porušenih bastijonov: že naslednje leto so odstranili vse različne stavbe in ustvarili esplanado. kjer so bili zgrajeni vrtovi ob strani sedanje ulice Vittorio Emanuele III.
Rešena so bila le vrata citadele, prvotni aragonski dostop do kompleksa, ki ga je leta 1496 obnovil Friderik Neapeljski (kar dokazuje njegov emblem na loku): izoliran in popačen zaradi svoje funkcije, je viden med trgom s cvetličnim vrtom ob Via Vittorio Emanuele III. Dela v zvezi z obnovo gradu, ki je sčasoma odpravila številne nadgradnje, so trajala do leta 1939.

## Ljudje, ki so živeli v gradu
Castel Nuovo je bil v svoji zgodovini večkrat uporabljen kot začasno bivališče za gostovanje slavnih osebnosti, ki so prihajale v Neapelj kot gostje kraljevega dvora ali na uradni obisk.
Med glavnimi osebnostmi so poleg neapeljskih, aragonskih in španskih monarhov: Giovanni Boccaccio, Giotto, papež Bonifacij VIII., papež Celestin V. in Francesco Petrarka.

## Opis
| 1. Ponte 2. Arco trionfale di Alfonso d'Aragona 3. Porta bronzea d'ingresso 4. Atrio con affresco della piazza di Madrid nel sottarco 5. Torre 6. Torre 7. Torre 8. Torre 9. Torre 10. Cortile 11. Scalone in piperno 12. Sala dei Baroni 13. Sala dell'Armeria 14. Balconcino catalano 15. Cappella Palatina 16. Loggia 17. Cappella del Purgatorio 18. Loggia (1 e 2 piano) 19. Museo civico di Castel Nuovo (1 in 2 nadstropje) | Tloris gradu |

Večji del gradu, ki ga je rekonstruiral Alfons V. Aragonski, ima nepravilno trapezoidno zasnovo, branilo pa ga je pet velikih valjastih stolpov, štirje kriti s piperno in eden s tufom ter okronan s cinami na nosilcih. Trije stolpi na strani, obrnjeni proti tlom, kjer je vhod, so stolp San Giorgio, stolp Mezzo (ki se je zrušil ob 11.30 dne 4. avgusta 1876 ) in stolp Guardia (iz od leve proti desni), medtem ko se na strani, obrnjeni proti morju, imenujeta stolp dell'Oro in stolp Beverello (od leve proti desni). Grad je obdan z jarkom, stolpi pa se dvigajo na velikih nasipih, v katerih tekstura kamnitih blokov prevzame kompleksno zasnovo, ki spominja na primere katalonske Majorke.
Notranje stopnišče do vsakega od stolpov se običajno imenuje scala catalana. Ista vrata na strehi gradu, kjer so bili v preteklosti postavljeni stražni stolpi za preprečevanje morebitnega prihoda sovražnikov.
Na severni strani se pri stolpu Beverello odpre eno od križarskih oken Sala dei Baroni; medtem ko sta drugi okni obrnjeni proti vzhodni strani, eno proti morju, drugo pa ob zadnji steni Palatinske kapele, z enosvetlobnimi okni med dvema ozkim poligonalnima stolpoma. Zaščiten z drugim vogalnim stolpom, je stolp imenovanim Oro, nato sledi tovarniška zgradba, ki je prvotno podpirala ložo in ponovno vstopni odsek z dvema prekrivajočima se ložama.

### Slavolok zmage
Med stolpoma, ki branita vhod (stolopa "di Mezzo" in "di Guardia") je bil leta 1470 postavljen marmorni slavolok, namenjen proslavi spomina na vstop kralja Alfonsa v prestolnico, slednji je izklesan na točki, ki je višja od loka. Delo je navdihnjeno z rimskimi slavoloki. Spodnji lok, uokvirjen s povezanimi korintskimi stebri, ima na straneh prehoda reliefe.
Skulptura na prvi ravni pa prikazuje zmagoslavno kvadrigo, ki vodi Alfonsovo paradiranje. Med kiparji so bili Isaia da Pisa, Merliano, Domenico Gagini, Andrea Fiorentino, Donatellov učenec, in Silvestro dell'Aquila. K delu so prispevali tudi kiparji iz Aragonije. V središču je ščit s simboli Aragonije. Na spodnjem frizu piše: ALFONSVS REX HISPANVS SICULVS ITALICUS PIVS CLEMENS INVICTUS Zgoraj piše: ALFONSVS REGUM PRINCEPS HANC CONDIDIT ARCEM.
Drugi lok se prekriva s prvim, je povezan z jonskimi stebri. Prekrivajo ga levi in štiri niše s kipi, ki prikazujejo Alfonsove vrline (Zmernost, Pravičnost, Trdnost in Velikodušnost). Nad tem je zaobljena preklada z dvema genijema z rogovi izobilja, ki ju prekriva Alfonso v bojevniški obleki. Trije kipi svetega Mihaela, svetega Antona opata in svetega Boštjana ter dva ležeča kipa na vrhu oboka so delo Giovannija da Nole.
Skulpture pripisujejo pomembnim umetnikom tistega časa: Guillemu Sagreri, Domenico Gagini, Isaia da Pisa in Francescu Lauranu.
Pod tem obokom vstopimo na trg ob Bronastih vratih, ki jih je izdelal neapeljski menih Guglielmo in v različnih predelih predstavljajo zmage Ferdinanda I. nad vojvodo Anžujskim in uporniškimi baroni.

### Palatinska kapela
Na strani gradu, obrnjeni proti morju, je zadnja stena Cappella palatina ali cerkev sv. Boštjana ali cerkev sv. Barbare, edini ohranjen element anžujskega gradu iz 14. stoletja. Čeprav je bila poškodovana v potresu leta 1456, je bila kapela kasneje obnovljena. Pročelje na notranjem dvorišču ima renesančni portal z reliefi Andrea dell'Aquile in Francesca Laurane ter okno rozeto, ki ga je v aragonskem obdobju obnovil Katalonec Matteo Forcimanya, da bi nadomestil tistega iz 14. stoletja, ki ga je uničil potres.
Na koncu kapele je spiralno stopnišče, ki je dostopno skozi vrata na levi strani, po katerih se lahko povzpnete v Dvorano baronov.
V notranjosti, osvetljeni z visokimi in ozkimi gotskimi okni, je le nekaj ostankov prvotne freske, delo Masa di Banca in ciborij Iacopa della Pila iz konca 15. stoletja. Vendar pa obstajajo tudi druge freske iz 14. stoletja z gradu Balzo v Casaluce.
Freske, ki zasedajo desno steno kapele, je izdelal Maso di Bianco in predstavljajo reference na gotsko-anžujsko kulturo. Tiste na levi steni pa so od drugih florentinskih umetnikov.
Notranjost je tudi s freskami proti letu 1330 poslikal Giotto, ki so obnovile zgodbe Stare in Nove zaveze. Vsebina tega cikla fresk je skoraj v celoti izgubljena, četudi v oknih ostaja dekorativni del, ki spominja na kapele Bardi v baziliki sv. Keriža v Firencah. Poleg tega je v verzih anonimnega avtorja v zbirki sonetov iz leta 1350 opisano celotno Giottovo delo v zvezi s kapelo.
Nazadnje, kapela zbira dragocene skulpture umetnikov, ki so delali na slavoloku Alfonsa II. Aragonskega (15. stoletje). Iste skulpture so odlični primeri neapeljske renesanse. Eden od teh je Tabernakelj z Madono in otrokom, mojstrovina Domenica Gaginija, učenca Donatella in Brunelleschija.
Poleg tega sta posebej pomembni še dve skulpturi, obe se imenujeta Madonna na prestolu z otrokom in obe skulpturi Francesca Laurane, ki sta bili izklesani med dvema različnima bivanjema v Neaplju. Eno od obeh so odpeljali v grad, čeprav ni bila del njega, ker je bila izklesana za cerkev Sant'Agostino alla Zecca.

### Dvorana baronov
Dvorana baronov (Sala dei Baroni), prvotno imenovana prestolna soba, je glavna dvorana (sala Maior) Castel Nuovo. Naročil jo je Robert, neapeljski kralj, ki je okoli leta 1330 za to priložnost poklical Giotta di Bondoneja, da naslika cikel fresk. Dokaz o tem ciklu je danes znan le po njegovi omembi v zbirki sonetov anonimnega avtorja, ki datira nazaj v leto 1350. Na freskah so bili upodobljeni slavni možje in žene antike: Samson, Herkul, Salomon, Paris, Hektor, Ahil, Enej, Aleksander Veliki in Julij Cezar s svojimi spremljevalci.
Pod aragonsko oblastjo, natančneje Alfonsa V. Aragonskega (1442 - 1458), je dvorano prezidal Guillem Sagrera, ki jo je prostorsko in gabaritno povečal.
Dvorana se imenuje Dvorana baronov, ker je okoli leta 1487 Ferdinand I. Neapeljski na ta kraj povabil nekaj baronov, ki so se zarotili proti njemu, z izgovorom, da bi praznovali poroko njegovega nečaka. V resnici to ni bila nič drugega kot past; prisotne barone so aretirali in takoj usmrtili.
Velika soba, ki je na vogalu stolpa Beverello, med severno in vzhodno stranjo, obrnjena proti morju, je velika 26 m x 28 m, prekrita z osmerokotnim obokom, ki se naslanja na velik kotni ébrasement in je opremljena s šestnajstimi ogivi, ki tvorijo zvezdasti vzorec s svetlim okulusom v sredini. Okoli kupole so majhna okna, ki so služila vojakom, da so pazili na kralja, ko je sprejemal obiske ali veleposlanike. Dostop do tega položaja dvorane je bil mogoč po spiralni lestvi (katalonsko stopnišče) v sosednjem stolpu Beverello in ga je prav tako zgradil Guillem Sagrera, med deli, ki so vplivala na celotno kraljevo okolje. Tla sobe so bila okrašena z belo in modro zastekljeno majoliko, pripeljano iz Valencije.
Na strani, obrnjeni proti morju, med dvema navzven odprtima prekrižanima oknoma, je velik kamin, nad katerim sta dva odra za glasbenike.
Med umetninami, ki so še vedno v dvorani, je dvostranski portal iz marmorja Domenica Gaginija, dva reliefa, na katerih je upodobljena zmagoslavna procesija Alfonsa V. Aragonskega in kraljev vhod v grad, katalonski portal skozi katerega se dostopa do Angelske dvorane.
Danes je del kiparske dekoracije Barcelonca Pere Johana razpršen. Do leta 2006 je dvorana gostila seje mestnega sveta Neaplja.

### Dvorana orožja
Ta soba je dobila ime po funkciji, ki ji je služila. Je levo od Palatinske kapele, v spodnjem nivoju glede na Dvorano baronov.
Med restavratorskimi deli na dvorišču gradu so bile odkrite pomembne arheološke najdbe iz rimske dobe 1. stoletja pred našim štetjem in 5. stoletja.
- Zunanjost dvorane orožja.
- Stari človeški ostanki v dvorani orožja.

### Kapela duš v vicah
Zgrajena je bila v drugi polovici 16. stoletja po volji španskih namestnikov, ki so želeli spremeniti podobo gradu. Prepoznamo jo s kapelo sv Martina Tourskega iz 14. stoletja, ki je bila nekoč poslikana z zgodbami o življenju svetnika.
Notranjost predstavlja baročno dekoracijo s freskami in panožnimi slikami, obdanimi v štukaturnih okvirjih in pozlačenem lesu.
Na glavnem oltarju je platno, ki sta ga naslikala privrženca Girolama Imparata in Giovann'Angela D'Amata, ki prikazuje devico Madonno del Carmine z očiščenimi dušami ter svetnika Boštjana in papeža Gregorja I.
Kapela je služila predvsem za darovanje zakramentov obsojenim na smrt pred usmrtitvijo. V kapeli je pokopan Janez, Masaniellov brat.
- Detajl notranjosti kapele
- Okna kapele

### Kapela San Francesco di Paola
Majhna kapelica iz 15. stoletja, do katere je dostop skozi dvorano Karla V. v prvem nadstropju gradu. Ime je dobila po tem, da je med potovanjem v Pariz gostila sv. Frančiška Paolskega.
Obok iz 15. stoletja, podoben tistemu v Dvorani baronov, je zasnoval Guillem Sagrera, vendar je bil uničen med bombardiranjem v drugi svetovni vojni.
Kapela je bila posvečena leta 1688, po prenovi v baročnem slogu, o čemer priča marmorna plošča na vhodnih vratih.
Edini dokaz o času, ki je ostal v prostoru, predstavlja nekaj okraskov v pozlačenih štukaturah, dve freski na levi steni (verjetno pripadajoči enemu prizoru) iz 14. stoletja iz samostana Chiesa Santa Maria Donnaregine Vecchia in prisotnost treh slik Nicole Russa; Obiskovanje, Oznanjenje in Potovanje Marije Betlehem.

### Zapor
Oboki sestavljajo dve območji, ki sta v prostoru pod Palatinsko kapelo: Krokodilova jama in Baronov zapor.
Krokodilova jama, znana tudi kot Miglio, je bila skladišče aragonskega dvora, vendar so jo uporabljali tudi za ločevanje zapornikov, obsojenih na strožje kazni. Stara legenda pripoveduje o pogostih in skrivnostnih izginotjih ujetnikov, zaradi katerih se je povečala budnost. Kmalu je do teh izginotij prišlo zaradi krokodila, ki je prodrl iz odprtine v kleti in ujetnike vlekel za nogo, potem ko jih je ugriznil. Ko so to odkrili, so bili podvrženi čeljusti plazilcev vse obsojene, ki so jih hoteli poslati v smrt brez prevelikega občutka.
Kasneje so za usmrtitev krokodila uporabili veliko konjsko nogo kot vabo , ki so jo, ko je umrl, nabili in zataknili na vhodna vrata gradu.
Namesto tega so v Baronovi jami obiskovalcem predstavljene štiri krste brez kakršnega koli napisa in so verjetno tiste plemičev, ki so sodelovali v zaroti baronov leta 1485. 

## Muzej
V notranjosti Castel Nuovo je muzejska pot, odprta leta 1990, ki se začne od Palatinske kapele iz 14. stoletja in poteka skozi orožarno do prvega in drugega nadstropja gradu, ki je namenjen slikarstvu in kiparstvu.
V prvem nadstropju so freske in slike v bistvu verskih naročil iz 15. do 18. stoletja. Obstajajo slike pomembnih umetnikov Caravaggistov, kot sta Battistello Caracciolo in Fabrizio Santafede in pomembnih predstavnikov neapeljskega baroka, kot so Luca Giordano, Francesco Solimena in Mattia Preti. V drugem nadstropju so razstavljena dela od 18. do 20. stoletja. Razstava poteka po tematskem vrstnem redu: zgodovina, pokrajine, portreti, razgledi na Neapelj.
Druge dvorane gradu, kot sta dvorana Karla V. in loža, so končno namenjene začasnim kulturnim razstavam in pobudam.

## Knjižnica Neapeljskega društva za domovinsko zgodovino  =
V drugem in tretjem nadstropju je knjižnica Neapeljskega društva za domovinsko zgodovino. Knjižnica ima knjižne, ikonografske, dokumentarne in pergamentne zbirke. Je zasebna knjižnica, zato je dostop urejen po pravilih, ki jih določa statut in predpisuje pravilnik.
Knjižnica vsebuje eno prvih knjig, natisnjenih v Italiji (četrto), De civitate Dei Avguština iz Hipona, ki sta ga junija 1467 v Subiacu izdelala dva nemška duhovnika: Arnold Pannartz in Konrad Sweynheim.